# Сивод (Аљаска)
Сивод (енгл. Seward) град је у америчкој савезној држави Аљаска.

## Демографија
По попису из 2010. године број становника је 2.693, што је 137 (-4,8%) становника мање него 2000. године.
| Група             | 2000.         | 2010.         |
| Белци             | 2.009 (71,0%) | 1.802 (66,9%) |
| Афроамериканци    | 69 (2,4%)     | 83 (3,1%)     |
| Азијати           | 52 (1,8%)     | 64 (2,4%)     |
| Хиспаноамериканци | 68 (2,4%)     | 98 (3,6%)     |
| Укупно            | 2.830         | 2.693         |